# Gare de Moulins-sur-Allier
Gare de Moulins-sur-Allier – stacja kolejowa w Moulins, w departamencie Allier, w regionie Owernia-Rodan-Alpy, we Francji.
Stacja Moulins-sur-Allier jest stacją o średnim znaczeniu, należącą do Société nationale des chemins de fer français (SNCF), obsługiwaną przez główne linie Intercités. Jest to również stacja sieci TER Auvergne i TER Bourgogne. Największe miejscowości dostępne ze stacji to: Angers, Bourges, Clermont-Ferrand, Dijon, Lyon, Nantes, Nevers, Paryż, Roanne, Saumur, Tours, Vichy, Vic-le-Comte i Vierzon.